# Plaisance (Aveyron)
Plaisance è un comune francese di 233 abitanti situato nel dipartimento dell'Aveyron nella regione dell'Occitania.

## Società

### Evoluzione demografica
Abitanti censiti